# Amphipyra costiplaga
Amphipyra costiplaga är en fjärilsart som beskrevs av Max Wilhelm Karl Draudt 1950. Amphipyra costiplaga ingår i släktet Amphipyra och familjen nattflyn. Inga underarter finns listade i Catalogue of Life.